# Lista liceelor din București
Lista completă a liceelor din București se regăsește pe site-ul Inspectoratului Școlar al Municipiului București, împărțită pe sectoare. Pentru anul școlar 2018-2019, aceasta este următoarea:
Legendă::
PRE = învățământ preșcolar
PRI = învățământ primar
PRI-SP = învățământ special primar
GIM = gimnaziu
GIM-SP = învățământ special gimnazial
PROF = școală profesională
LIC TEH = liceu tehnologic
LIC TEO = liceu teoretic
LIC VOC = liceu vocațional
POS = învățământ postliceal
| Denumire unitate de învățământ                                        | Nivel școlarizat                 | Sector | Adresă                             |
| --------------------------------------------------------------------- | -------------------------------- | ------ | ---------------------------------- |
| Colegiul Național „Sfântul Sava”                                      | LIC TEO                          | 1      | Str. G-ral Berthelot nr. 23        |
| Colegiul Național „I. L. Caragiale”                                   | GIM LIC TEO                      | 1      | Calea Dorobanților nr. 163         |
| Colegiul Național de Informatică „Tudor Vianu”                        | GIM LIC TEO                      | 1      | Str. Arhitect Ion Mincu nr. 10     |
| Colegiul German „Goethe”                                              | PRE PRI GIM LIC TEO              | 1      | Str. Stanislav Cionschi nr. 17     |
| Colegiul Național „Aurel Vlaicu”                                      | LIC TEO LIC VOC                  | 1      | Str. Stephan Ludwig Roth nr. 1     |
| Colegiul Național „Ion Neculce”                                       | GIM LIC TEO                      | 1      | Str. Ion Neculce nr. 2             |
| Liceul Teoretic „Jean Monet”                                          | PRE PRI GIM LIC TEO              | 1      | Str. Jean Monet nr. 2              |
| Liceul Teoretic „C-tin Brâncoveanu”                                   | LIC TEO                          | 1      | Str. Pajura nr. 9                  |
| Liceul Teoretic „Nicolae Iorga”                                       | PRI GIM LIC TEO                  | 1      | B-dul. Ion Mihalache nr. 126       |
| Liceul Teoretic Bulgar „Hristo Botev”                                 | PRI GIM LIC TEO                  | 1      | Calea Griviței nr. 56              |
| Liceul Teoretic „Alexandru Vlahuță”                                   | PRI GIM LIC TEO                  | 1      | Str. Școala Floreasca nr. 5        |
| Liceul Teoretic Bilingv „Miguel de Cervantes”                         | PRI GIM LIC TEO                  | 1      | Calea Plevnei nr. 38-40            |
| Liceul de Arte Plastice „Nicolae Tonitza”                             | GIM LIC VOC                      | 1      | Str. G-ral Berthelot nr. 56-58     |
| Colegiul Național de Muzică „George Enescu”                           | PRI GIM LIC VOC                  | 1      | Str. Gheorghe Manu nr. 30          |
| Liceul Greco-Catolic „Timotei Cipariu”                                | PRE PRI GIM LIC TEO LIC VOC      | 1      | Str. Bucegi nr. 97                 |
| Liceul Teoretic „George Călinescu”                                    | LIC TEO                          | 1      | Str. Biserica Amzei nr. 20-24      |
| Colegiul Economic „V. Madgearu”                                       | LIC TEH                          | 1      | B-dul Dacia nr. 34                 |
| Colegiul Tehnic „Media”                                               | PROF LIC TEH LIC TEO LIC VOC POS | 1      | Str. Jiului nr. 163                |
| Colegiul Tehnic Mecanic „Grivița”                                     | PROF LIC TEH LIC VOC LIC TEO POS | 1      | Calea Griviței nr. 363             |
| Colegiul Tehnic „Dinicu Golescu”                                      | PROF LIC TEH LIC TEO LIC VOC POS | 1      | Calea Giulești nr. 10              |
| Colegiul Tehnic de Arhitectură și Lucrări Publice „Ioan N. Socolescu” | LIC TEH LIC VOC LIC TEO          | 1      | Str. Occidentului nr. 12           |
| Colegiul Tehnologic „Viaceslav Harnaj”                                | PROF LIC TEH                     | 1      | B-dul Ficusului nr. 20-26          |
| Colegiul Tehnic de Aeronautică „Henri Coandă”                         | PROF LIC TEH LIC TEO POS         | 1      | B-dul Ficusului nr. 44             |
| Colegiul Tehnic „Mircea cel Bătrân”                                   | PROF LIC TEH POS                 | 1      | Str. Feroviarilor nr. 37           |
| Colegiul Tehnic Feroviar „Mihai I”                                    | GIM-SP LIC TEH LIC TEO LIC VOC   | 1      | Str. Butuceni nr. 10               |
| Liceul „Dimitrie Paciurea”                                            | LIC VOC LIC TEO                  | 1      | Str. Băiculești nr. 29             |
| Colegiul Național „Mihai Viteazul”                                    | LIC TEO                          | 2      | B-dul Pache Protopopescu nr. 62    |
| Colegiul Național „Cantemir Vodă”                                     | GIM LIC TEO                      | 2      | Str. Viitorului nr. 60             |
| Colegiul Național „Spiru Haret”                                       | GIM LIC TEO                      | 2      | Str. Italiană nr. 17               |
| Colegiul Național „Iulia Hasdeu”                                      | LIC TEO                          | 2      | B-dul Ferdinand I nr. 91           |
| Colegiul Național „Emil Racoviță”                                     | PRI -SP GIM -SP LIC TEO LIC VOC  | 2      | Șos. Mihai Bravu nr. 169           |
| Colegiul Național „Victor Babeș”                                      | GIM LIC TEO                      | 2      | Șos. Fundeni nr. 254               |
| Colegiul Național Bilingv „George Coșbuc”                             | GIM LIC TEO                      | 2      | Str. Olari nr. 29-31               |
| Liceul Teoretic „C.A. Rosetti”                                        | LIC TEO                          | 2      | Str. G. Garibaldi nr. 11           |
| Liceul Teoretic „Mihail Sadoveanu”                                    | LIC TEO                          | 2      | Str. Popa Lazăr nr. 8A             |
| Liceul Teoretic „Lucian Blaga”                                        | PRI GIM LIC TEO                  | 2      | Șos. Pantelimon nr. 355            |
| Liceul Teoretic Bilingv „Ita Wegman”                                  | PRI GIM LIC TEO                  | 2      | Str. Dimitrie Pompeiu nr. 3        |
| Școala Centrală                                                       | PRI GIM LIC TEO                  | 2      | Str. Icoanei nr. 3-5               |
| Liceul Teoretic „Ady Endre”                                           | PRE PRI GIM LIC TEO              | 2      | B-dul Ferdinand I nr. 89           |
| Liceul Teoretic Waldorf                                               | RE, PRI GIM LIC TEO              | 2      | Str. Sld. Savu Marin nr. 29        |
| Liceul Teoretic „Traian”                                              | GIM-SP LIC TEO LIC TEH LIC VOC   | 2      | Str. Galavani Luigi nr. 20         |
| Colegiul Economic „A.D. Xenopol”                                      | LIC TEH POS                      | 2      | Str. Traian nr. 165                |
| Colegiul Economic „Hermes”                                            | LIC TEH POS                      | 2      | Calea Moșilor nr. 152              |
| Colegiul Tehnic „Edmond Nicolau”                                      | PROF LIC TEH, , LIC VOC POS      | 2      | Str. Dimitrie Pompeiu nr. 3        |
| Liceul Tehnologic „Sfântul Pantelimon”                                | GIM-SP LIC TEH LIC TEO LIC VOC   | 2      | Str. Hambarului nr. 12A            |
| Liceul Tehnologic „Nikola Tesla”                                      | PROF LIC TEH LIC TEO POS         | 2      | Șos. Pantelimon nr. 25             |
| Liceul Tehnologic „Constantin Brâncuși”                               | LIC TEH POS                      | 2      | B-dul Dimitrie Pompeiu nr. 1       |
| Liceul Tehnologic „Ion I.C. Brătianu”                                 | PROF LIC TEH                     | 2      | Str. Popa Lazăr nr. 8A             |
| Colegiul Tehnic „Dimitrie Leonida”                                    | PROF LIC TEH LIC TEO POS         | 2      | B-DUL Basarabia nr. 47             |
| Liceul Tehnologic Special „Regina Elisabeta”                          | PROF LIC TEH LIC TEO POS/SPE     | 2      | Str. Vatra Luminoasă nr. 108       |
| Liceul Tehnologic Special Nr. 3                                       | PRI GIM PROF LIC TEH LIC TEO/SPE | 2      | Str. Austrului nr. 37              |
| Colegiul Național „Matei Basarab”                                     | LIC TEO                          | 3      | Str. Matei Basarab nr. 32          |
| Liceul Teoretic „Alexandru Ioan Cuza”                                 | LIC TEO                          | 3      | Aleea Barajul Dunării nr. 5        |
| Liceul Teoretic „Dante Aligheri”                                      | PRI GIM LIC TEO                  | 3      | Aleea Fuiorului nr. 9              |
| Liceul Teoretic „Benjamin Franklin”                                   | LIC TEO LIC VOC                  | 3      | Str. Pictor Gh. Tătărascu nr. 1    |
| Liceul Teoretic „Nichita Stănescu”                                    | PRI GIM LIC TEO                  | 3      | Str. Lucrețiu Pătrășcanu nr. 12    |
| Liceul Teoretic „Decebal”                                             | PRI GIM LIC TEO                  | 3      | B-dul Energeticienilor nr. 9-11    |
| Liceul Teoretic Baptist „Logos”                                       | LIC VOC                          | 3      | B-dul Theodor Pallady nr. 26       |
| Școala Superioară Comercială „Nicolae Kretzulescu”                    | LIC TEH POS                      | 3      | Str. Hristo Botev nr. 17           |
| Colegiul Tehnic „Costin D. Nenițescu”                                 | PROF LIC TEH LIC TEO POS         | 3      | B-dul Theodor Pallady nr. 26       |
| Colegiul Tehnic „Anghel Saligny”                                      | PROF LIC TEH LIC VOC POS         | 3      | B-DUL Nicolae Grigorescu nr. 12    |
| Colegiul Tehnic „Mihai Bravu”                                         | PROF LIC TEH LIC TEO POS         | 3      | Șos. Mihai Bravu nr. 428           |
| Liceul Tehnologic „Dragomir Hurmuzescu”                               | PROF LIC TEH POS                 | 3      | B-DUL Basarabia nr. 256            |
| Liceul Tehnologic „Elie Radu”                                         | PROF LIC TEH LIC VOC             | 3      | B-DUL Energeticienilor nr. 5       |
| Liceul Tehnologic „Theodor Pallady”                                   | PROF LIC TEH LIC TEO POS         | 3      | B-DUL Theodor Pallady nr. 250      |
| Colegiul Național „Mihai Eminescu”                                    | PRI GIM LIC TEO                  | 4      | Str. George Enescu nr. 2           |
| Colegiul Național „Gheorghe Șincai”                                   | LIC TEO                          | 4      | Calea Șerban Vodă nr. 167          |
| Colegiul Național „Ion Creangă”                                       | LIC TEO                          | 4      | Str. Cuza-Vodă nr. 51              |
| Colegiul Național „Octav Onicescu”                                    | LIC TEO LIC VOC                  | 4      | Str. Trivale nr. 29                |
| Colegiul Tehnic „Miron Nicolescu”                                     | PROF LIC TEH LIC TEO LIC VOC     | 4      | B-dul Metalurgiei nr. 89           |
| Colegiul Tehnic „Petru Rareș”                                         | PRI GIM PROF LIC TEH LIC TEO POS | 4      | Str. V.V. Stanciu nr. 6            |
| Liceul de Coregrafie „Floria Capsali”                                 | GIM LIC VOC                      | 4      | Str. Căpitan Preotescu nr. 9       |
| Colegiul Național de Arte „Dinu Lipatti”                              | PRI GIM LIC VOC                  | 4      | Str. Principatele Unite nr. 63     |
| Liceul Tehnologic de Metrologie „Traian Vuia”                         | LIC TEH LIC TEO                  | 4      | Șos. Vitan Bârzești nr. 11         |
| Liceul Tehnologic „Dacia”                                             | PROF LIC TEH LIC TEO POS         | 4      | Str. Căp. Grigore Marin nr. 42-44  |
| Liceul Tehnologic „Mircea Vulcănescu”                                 | LIC TEH                          | 4      | Str. Izvorul Crișului nr. 4        |
| Liceul Teologic Adventist „Ștefan Demetrescu”                         | LIC VOC LIC TEO                  | 4      | Șos. Vitan Bârzești nr. 11         |
| Colegiul Romano-Catolic „Sfântul Iosif”                               | PRI GIM LIC VOC LIC TEO POS      | 4      | Șos. Olteniței nr. 3-7             |
| Liceul Teologic Penticostal „Emanuel”                                 | LIC VOC                          | 4      | Str. Cuza-Vodă nr. 116             |
| Seminarul Teologic Ortodox                                            | LIC VOC POS                      | 4      | Str. Radu Vodă nr. 24A             |
| Colegiul Național „Gheorghe Lazăr”                                    | GIM LIC TEO                      | 5      | B-dul Regina Elisabeta nr. 48      |
| Colegiul Economic „Viilor”                                            | PROF LIC TEH                     | 5      | Șos. Viilor nr. 38                 |
| Colegiul Tehnic Energetic                                             | LIC TEH LIC TEO POS              | 5      | Aleea Podul Giurgiului nr. 5       |
| Colegiul Tehnic de Industrie Alimentară „Dumitru Moțoc”               | PRE PROF LIC TEH                 | 5      | Str. Spătaru Preda nr. 16          |
| Colegiul Tehnologic „Grigore Cerchez”                                 | LIC TEH LIC TEO                  | 5      | Calea Șerban Vodă nr. 280          |
| Liceul Teoretic „Ștefan Odobleja”                                     | PRI GIM LIC TEO                  | 5      | Str. Dornească nr. 7A              |
| Liceul Teoretic „Dimitrie Bolintineanu”                               | PRI GIM LIC TEO                  | 5      | Calea Rahovei nr. 311              |
| Liceul Teoretic „Ion Barbu”                                           | PRI GIM LIC TEO                  | 5      | Str. Nabucului nr. 18              |
| Liceul Tehnologic „Dimitrie Gusti”                                    | PROF LIC TEH LIC TEO             | 5      | Str. Samuil Vulcan nr. 8           |
| Colegiul Național „Elena Cuza”                                        | PRI GIM LIC TEO LIC VOC          | 6      | Str. Peștera Scărișoara nr. 1      |
| Colegiul Tehnic „Petru Maior”                                         | PROF LIC TEH LIC TEO             | 6      | B-dul Timișoara nr. 6              |
| Colegiul Tehnic de Poștă și Telecomunicații „Gheorghe Airinei”        | PROF LIC TEH LIC TEO LIC VOC POS | 6      | Str. Romancierilor nr. 1           |
| Liceul Teoretic „Marin Preda”                                         | PRI GIM LIC TEO                  | 6      | Str. Rusetu nr. 17                 |
| Liceul Teoretic „Tudor Vladimirescu”                                  | LIC TEO                          | 6      | B-dul Iuliu Maniu nr. 15           |
| Colegiul Național „Grigore Moisil”                                    | GIM LIC TEO                      | 6      | B-dul Timișoara nr. 33             |
| Liceul Teoretic „Eugen Lovinescu”                                     | PRI GIM LIC TEO                  | 6      | Str. Valea lui Mihai nr. 6         |
| Colegiul Economic „Costin C. Kirițescu”                               | GIM PROF LIC TEH                 | 6      | Str. Peștera Dâmbovicioarei nr. 12 |
| Colegiul Tehnic „Carol I”                                             | PROF LIC TEH LIC TEO POS         | 6      | Str. Porumbacu nr. 52              |
| Colegiul Tehnic „Iuliu Maniu”                                         | PROF LIC TEH LIC TEO LIC VOC POS | 6      | B-dul Iuliu Maniu nr. 381-391      |
| Liceul Tehnologic „Petru Poni”                                        | LIC TEH LIC TEO POS              | 6      | B-dul Preciziei nr. 18             |
| Liceul cu program sportiv „Mircea Eliade”                             | GIM-SP LIC VOC LIC TEO           | 6      | Splaiul Independenței nr. 315-317  |
| Liceul Tehnologic „Sf. Antim Ivireanu”                                | PRI GIM LIC TEH                  | 6      | Aleea Poiana Muntelui nr. 1        |
| Colegiul Tehnic „Gheorghe Asachi”                                     | PROF LIC TEH LIC TEO POS         | 6      | Aleea Pravat nr. 24                |
| Liceul Teoretic "Dr. Mioara Mincu"                                    | LIC TEO                          | 2      | Str. Viitorului 161-163            |